# Elegies
Elegies – wydawnictwo DVD amerykańskiej grupy muzycznej Machine Head. Jest to zapis z koncertu w Brixton Academy w Londynie, który odbył się w grudniu 2004 roku.

## Lista utworów
1. Intro (Ave Satani) – 2:53
2. Imperium – 5:52
3. Seasons Wither – 6:18
4. Old – 4:35
5. Bulldozer – 5:21
6. Days Turn Blue to Gray – 5:22
7. The Blood, the Sweat, the Tears – 4:04
8. Ten Ton Hammer – 4:28
9. The Burning Red – 6:05
10. In the Presence of My Enemies – 7:59
11. Take My Scars – 6:03
12. Descend the Shades of Night – 6:56
13. Davidian – 5:26
14. Block – 8:10